# Красний Остров (Нижньогородська область)
Красний Остров (рос. Красный Остров) — село в Сеченовському районі Нижньогородської області Російської Федерації.
Населення становить 359 осіб. Входить до складу муніципального утворення Красноостровська сільрада.

## Історія
Від 2009 року входить до складу муніципального утворення Красноостровська сільрада.

## Населення
| 2002 | 2010 |
| ---- | ---- |
| 421  | ↘359 |